# Сукпай
Сукпа́й — посёлок в районе имени Лазо Хабаровского края. Образует сельское поселение «Посёлок Сукпай».

## География
Расположен на правом берегу реки Хор, напротив впадения в неё слева реки Сукпай.
Находится в 172 км от районного центра пос. Переяславка. Дорога к пос. Сукпай идёт на восток от трассы «Уссури» в окрестностях села Владимировка.
Сукпай являлся конечной станцией Оборской лесовозной железной дороги (ныне разобрана).

## История
Посёлок был основан в 1977 году.

## Население
| 1992 | 2002  | 2010  | 2011  | 2012  | 2013  | 2014  |
| ---- | ----- | ----- | ----- | ----- | ----- | ----- |
| 2600 | ↘1628 | ↘1191 | ↘1190 | ↘1144 | ↘1102 | ↘1048 |
| 2015 | 2016  | 2017  | 2018  | 2019  | 2020  | 2021  |
| ↘994 | ↘952  | ↘920  | ↘898  | ↘870  | ↘851  | ↘479  |

## Инфраструктура
В посёлке функционируют лесхоз, трансформаторная подстанция 110 кВ.
Основа производства — лесозаготовка.
Имеются средняя общеобразовательная школа, два дошкольных учреждения, амбулатория п. Сукпай, администрация сельского поселения «Посёлок Сукпай», предприятия торговли.